# Jakob Haugaard
Jakob Let Haugaard, född 1 maj 1992 i Sundby, är en dansk fotbollsmålvakt som spelar för Tromsø.

## Karriär
Den 7 januari 2020 värvades Haugaard av AIK, där han skrev på ett treårskontrakt. I januari 2022 lånades Haugaard ut till norska Tromsø på ett säsongslån.